# Levantamento de peso nos Jogos Pan-Americanos de 2007 - Até 56 kg masculino
A categoria até 56 kg masculino do levantamento de peso nos Jogos Pan-Americanos de 2007 foi disputada no Pavilhão 2 do Complexo Esportivo Riocentro com cinco halterofilistas, cada um representando um país.

## Medalhistas
| Ouro   | CUB Sergio Álvarez |
| Prata  | ESA Marvin López   |
| Bronze | CHI Jaime Iturra   |

## Resultados
| Pos.              | Atleta                  | Grupo | Peso  | Arranque (kg) | Arranque (kg) | Arranque (kg) | Arranque (kg) | Arremesso (kg) | Arremesso (kg) | Arremesso (kg) | Arremesso (kg) | Total (kg) |
| Pos.              | Atleta                  | Grupo | Peso  | 1             | 2             | 3             | Result.       | 1              | 2              | 3              | Result.        | Total (kg) |
| ----------------- | ----------------------- | ----- | ----- | ------------- | ------------- | ------------- | ------------- | -------------- | -------------- | -------------- | -------------- | ---------- |
| Medalha de ouro   | CUB Sergio Álvarez      | A     | 55,95 | 113           | 118           | 120           | 120           | 140            | 151            | –              | 151            | 271        |
| Medalha de prata  | ESA Marvin López        | A     | 55,35 | 105           | 108           | 109           | 108           | 135            | 138            | 141            | 138            | 246        |
| Medalha de bronze | CHI Jaime Iturra        | A     | 55,60 | 105           | 109           | 111           | 111           | 135            | 135            | 135            | 135            | 246        |
| 4                 | GUA Welinton Pec        | A     | 55,80 | 92            | 97            | 100           | 97            | 127            | 130            | 134            | 134            | 231        |
| –                 | COL Sergio Armando Rada | A     | 55,55 | 110           | 110           | 110           | –             |                |                |                |                | DNF        |

Legenda
| Recorde mundial                  | Recorde mundial (World record)               |                       | Recorde africano                      | Recorde africano (African) |                                           | Q | Classificado por posição (Qualified) |
| Recorde dos Jogos Pan-Americanos | Recorde pan-americano (Pan-American record)  | Recorde da América    | Recorde da América (Americas)         | q                          | Classificado por melhor tempo (Qualified) |   |                                      |
| Melhor marca do ano              | Melhor marca do ano (World leading)          | Recorde asiático      | Recorde asiático (Asian)              | DNS                        | Não largou (Did not start)                |   |                                      |
| Recorde nacional                 | Recorde nacional (National record)           | Recorde europeu       | Recorde europeu (European)            | DNF                        | Não terminou (Did not finish)             |   |                                      |
| Recorde pessoal                  | Recorde pessoal do atleta (Personal best)    | Recorde da Oceania    | Recorde da Oceania (Oceania)          | DSQ / DQ                   | Desclassificado (Disqualified)            |   |                                      |
| Recorde da temporada             | Recorde da temporada do atleta (Season best) | Recorde sul-americano | Recorde sul-americano (South America) | NM                         | Sem marca (No mark)                       |   |                                      |